# Biển Okhotsk
Biển Otkhost (tiếng Nga: Охо́тское мо́ре, chuyển tự: Okhotskoye More, IPA: [ɐˈxotskəɪ ˈmorʲɪ]; tiếng Nhật: オホーツク海, đã Latinh hoá: Ohōtsuku-kai) là vùng biển phía tây bắc Thái Bình Dương, nằm giữa bán đảo Kamchatka, quần đảo Kuril, đảo Sakhalin của Nga và đảo Hokkaidō của Nhật. Tên của nó được lấy theo tên của khu dân cư người Nga đầu tiên ở miền Viễn Đông. Người Châu Âu biết đến biển Okhotsk là nhờ hai nhà thám hiểm Nga Ivan Moskvitin và Vassili Poyarkov giữa thế kỷ XVII.
Tổng diện tích biển Okhotsk là 1.583.000 km², độ sâu trung bình 859 m, nơi sâu nhất là 3.372 m.
Vào mùa đông, giao thông trên biển Okhotsk gần như đình trệ bởi biển đóng băng. Nước từ sông Amur chảy vào biển làm giảm độ mặn và do đó tăng nhiệt độ đóng băng của nước. Băng trên biển không đều nhau ở mọi nơi, phân bố và độ dày phụ thuộc vào địa điểm, thời điểm, dòng nước và nhiệt độ nước biển.
Trừ đảo Hokkaidō, tất cả các đảo và đất liền quanh biển Okhotsk đều thuộc Nga. Vì thế có thể coi biển này nằm dưới sự quản lý của Nga.
Trong tiếng Nhật, tên ban đầu của biển là Hokkai (北海), có nghĩa là "biển bắc". Tên này dễ nhầm lẫn với Biển Bắc ở Châu Âu nên ngày nay nó được gọi là Ohōtsuku-kai (オホーツク海) theo tên của Nga.

## Thời gian Chiến tranh Lạnh
Trong thời gian Chiến tranh Lạnh, biển Okhotsk là vùng biển căn cứ của các tàu ngầm mang tên lửa đạn đạo Hạm đội Thái Bình Dương Xô Viết. Hiện nay, Nga vẫn tiếp tục chiến lược đó. Trên vùng biển này, ngày 1 tháng 9 năm 1983, không quân Liên Xô đã bắn hạ chiếc máy bay dân dụng Boeing 747-230B của Hàn Quốc bay lạc hai lần vào không phận của nước này. Toàn bộ hành khách và phi hành đoàn 269 người tử nạn, trong đó có Lawrence McDonald – Hạ nghị sĩ Hoa Kỳ.

## Trữ lượng dầu khí
Có 29 khu vực có tiềm năng dầu khí đã được xác định ở thềm lục địa dọc theo bờ biển Okhotsk. Tổng trữ lượng ước tính khoảng 1,2 tỷ tấn dầu và 1,5 tỷ mét khối khí tự nhiên.